# Nebulosa Manubrio
La Nebulosa Manubrio (nota anche come Nebulosa Dumbbell, dalla corrispondente denominazione inglese) o con le sigle di catalogo M 27 e NGC 6853) è una celebre e brillante nebulosa planetaria visibile nella costellazione della Volpetta.

## Osservazione

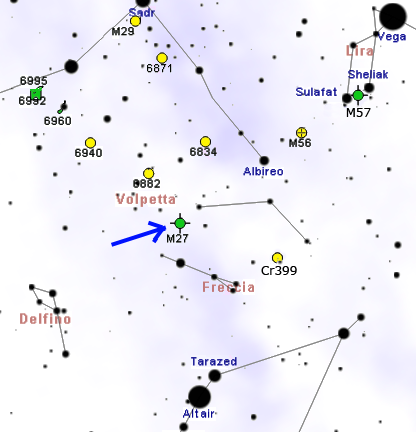
Mappa per individuare la Nebulosa Manubrio.

La Nebulosa Manubrio è piuttosto facile da localizzare, trovandosi circa tre gradi a nord della stella γ Sagittae, di magnitudine 3,5; è visibile con facilità anche con un binocolo 10x50 e, se la notte è molto buia e limpida, anche con strumenti più piccoli, come un 8x30. Un telescopio da 114mm è già in grado di mostrare la sua caratteristica principale, una forma che ricorda vagamente quella di una clessidra a causa dei due grossi lobi brillanti che la nube possiede; strumenti più potenti, meglio se dotati di appositi filtri, consentono di poter osservare un gran numero di dettagli e sfumature. La stellina centrale, di magnitudine 13,6, è spesso utilizzata come test per verificare la limpidezza della notte stellata utilizzando telescopi da 200mm di apertura.
La Nebulosa Manubrio può essere osservata con facilità da entrambi gli emisferi terrestri, grazie al fatto che la sua declinazione non è eccessivamente settentrionale; dalle regioni boreali è comunque maggiormente osservabile e si presenta estremamente alta nel cielo nelle notti estive, mentre dall'emisfero australe resta sempre più bassa, ad eccezione delle aree prossime all'equatore. È comunque visibile da tutte le aree abitate della Terra. Il periodo migliore per la sua osservazione nel cielo serale è quello compreso fra giugno e novembre.

## Storia delle osservazioni
La Nebulosa Manubrio fu osservata per la prima volta da Charles Messier nel 1764 e fu all'epoca la prima nebulosa planetaria mai scoperta; William Herschel non si rese conto di avere a che fare con una nebulosa e cercò di risolverla in stelle: non vi riuscì, ma la presenza di un gran numero di stelline sovrapposte nello stesso campo visivo gli fece pensare che con strumenti superiori ci sarebbe riuscito. Suo figlio John invece la considera una vera nebulosa. L'ammiraglio Smyth la descrive come un oggetto inesplicabile, sebbene meraviglioso. Lord Rosse invece continua a considerarla risolubile in stelle, sebbene anche lui fallì chiaramente nell'impresa; egli lasciò, assieme agli Herschel, dei disegni molto accurati della nebulosa.

## Caratteristiche

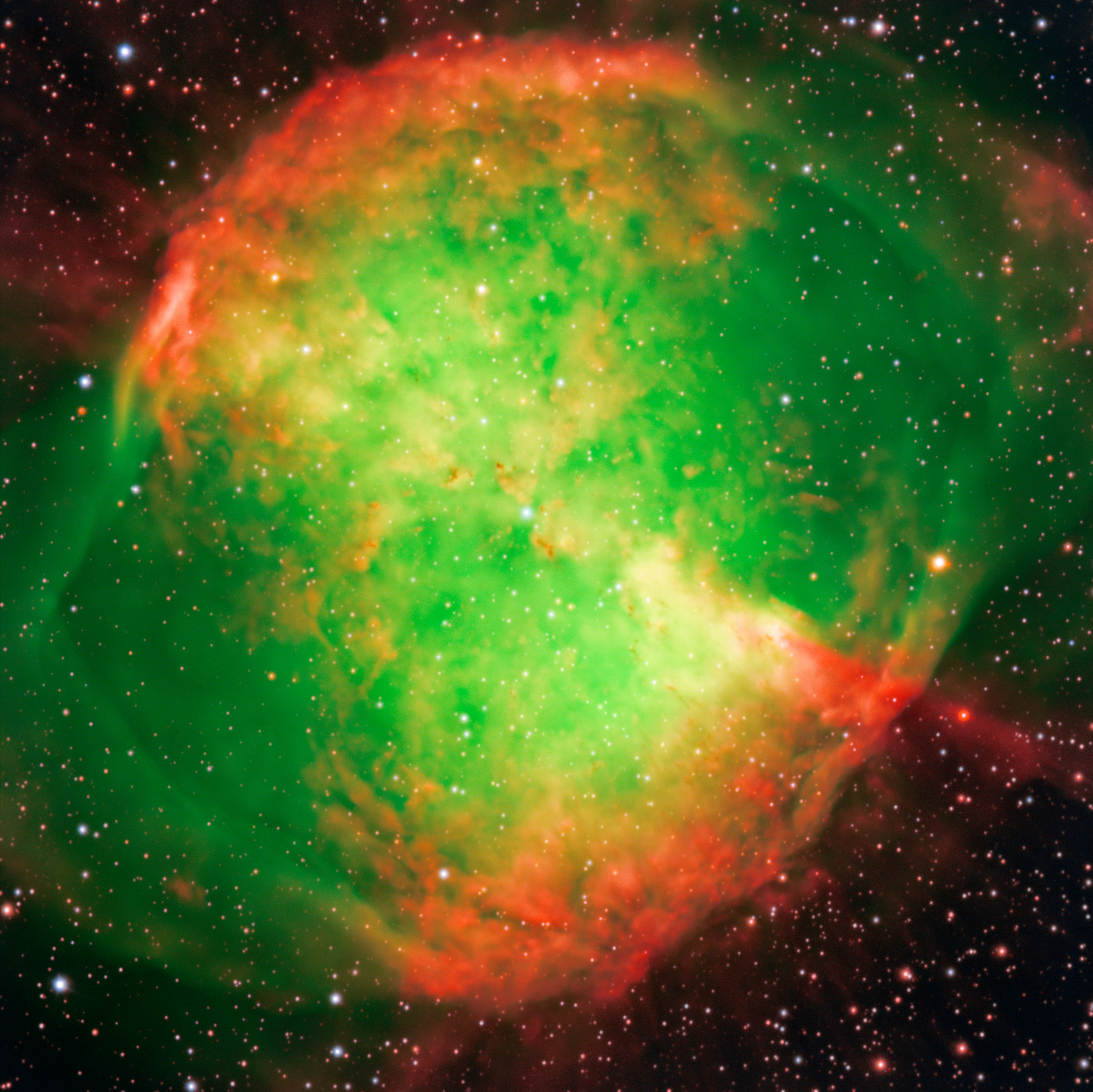
Immagine ESO che mostra la struttura estesa e la stella centrale.

La nebulosa dista circa 1360 anni luce dalla Terra, è di magnitudine apparente 7,4, ha un diametro apparente di circa 8 arcominuti e un'età stimata di 9800 anni; la sua forma ricorda quella di uno sferoide prolato ed è vista lungo la linea prospettica del piano equatoriale. Nel 1992 è stato determinato che il tasso di espansione sul piano del cielo di questa nebulosa non è superiore ai 2,3' al secolo: in conseguenza a ciò, può essere determinato un limite di età massima che si aggira sui 14.600 anni. Nel 1970 fu invece calcolata la velocità di espansione reale, pari a 31 km/s. Dato che l'asse maggiore ha un raggio di 1,01 anni luce, l'età cinematica della nebulosa sarebbe di 9800 anni.

### Nodi

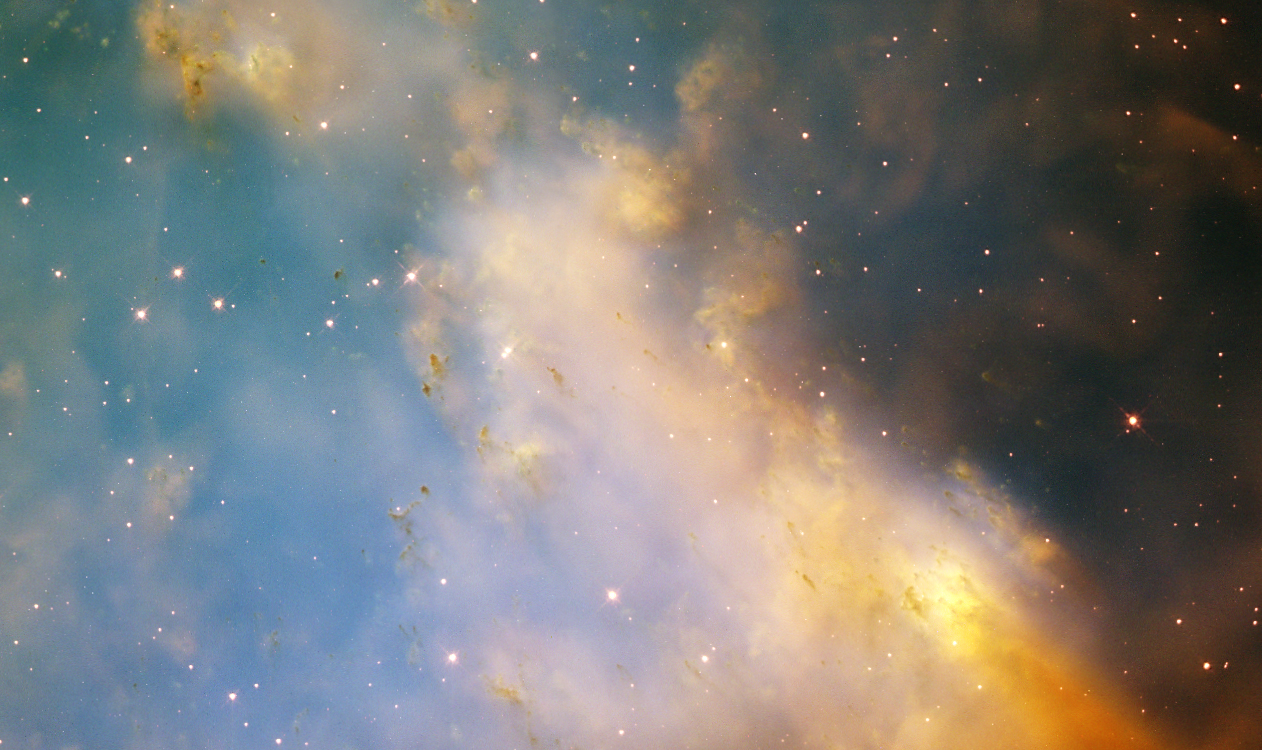
Ripresa del Telescopio Spaziale Hubble dei nodi di M27.

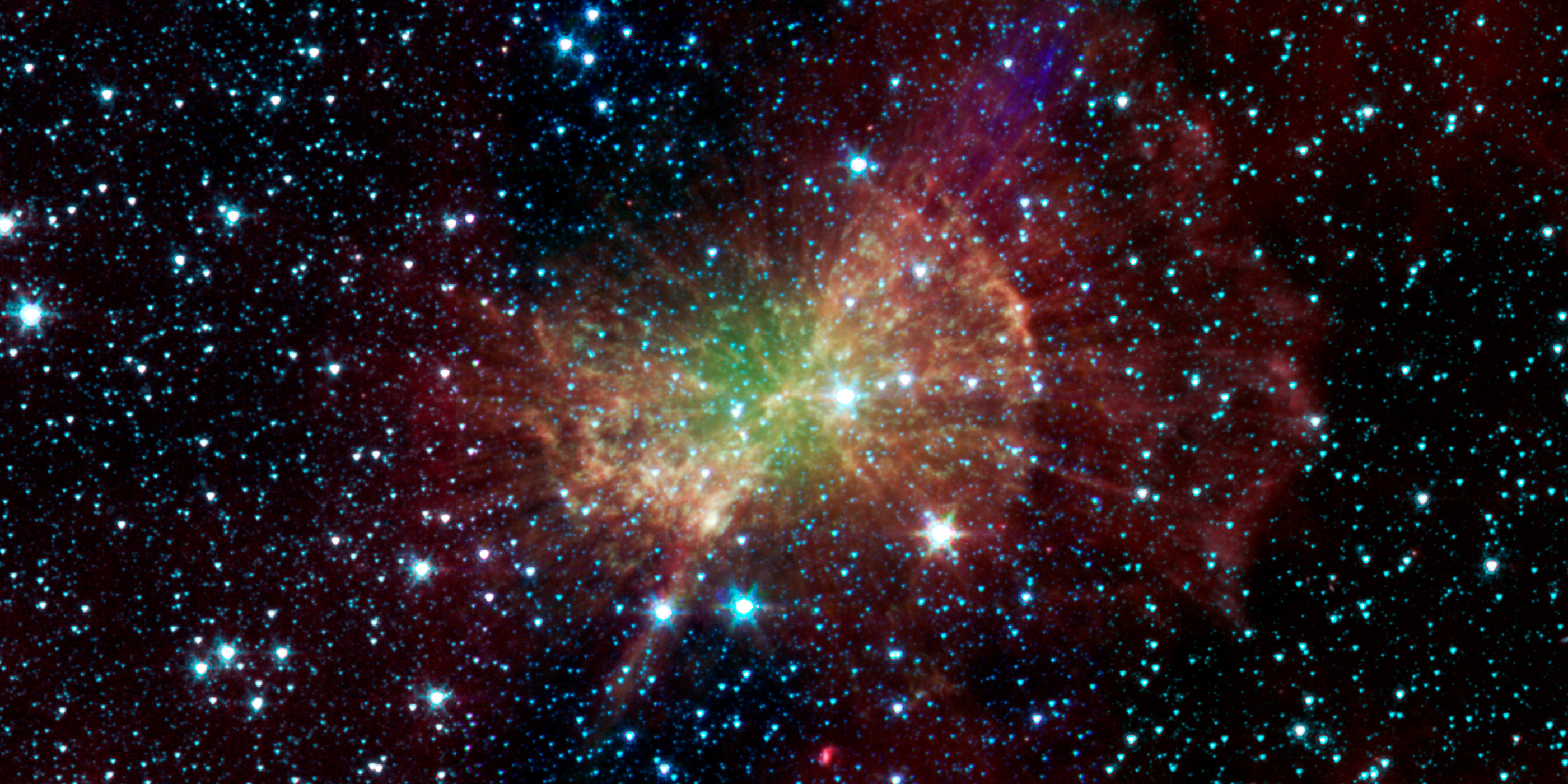
La nebulosa vista dal Telescopio spaziale Spitzer

Come in molte altre nebulose planetarie vicine a noi, anche in M27 sono facilmente visibili dei nodi; la sua regione centrale è segnata da un livello di nodi oscuri e brillanti, associati con dei filamenti. I nodi presentano una vasta gamma di morfologie, andando da quelli simmetrici con code a filamento fino a quelli asimmetrici e privi di coda. Similmente a quanto osservato anche nella Nebulosa Elica e nella Nebulosa Eschimese, le teste dei nodi hanno delle cuspidi luminose, corrispondenti ad aree di locali fronti di fotoionizzazione.

### La stella centrale
La stella centrale è una nana bianca con un raggio di 0.055 ± 0.02 R☉, superiore dunque ad ogni altra nana bianca conosciuta; la massa della stella centrale è stata stimata nel 1999 come pari a 0.56 ± 0.01 M☉.

### Libri
- (EN) Stephen James O'Meara, Deep Sky Companions: The Messier Objects, Cambridge University Press, 1998, ISBN 0-521-55332-6.

### Carte celesti
- Toshimi Taki, Taki's 8.5 Magnitude Star Atlas, su geocities.jp, 2005. URL consultato il 7 novembre 2010 (archiviato dall'url originale il 5 novembre 2018). - Atlante celeste liberamente scaricabile in formato PDF.
- Tirion, Rappaport, Lovi, Uranometria 2000.0 - Volume I - The Northern Hemisphere to -6°, Richmond, Virginia, USA, Willmann-Bell, inc., 1987, ISBN 0-943396-14-X.
- Tirion, Sinnott, Sky Atlas 2000.0 - Second Edition, Cambridge, USA, Cambridge University Press, 1998, ISBN 0-933346-90-5.
- Tirion, The Cambridge Star Atlas 2000.0, 3ª ed., Cambridge, USA, Cambridge University Press, 2001, ISBN 0-521-80084-6.